# Näringslivets forskningsinstitut
Näringslivets forskningsinstitut (finska: Elinkeinoelämän tutkimuslaitos) i Finland, med säte i Helsingfors, grundades 1971 för att ersätta Ekonomiska utredningsbyrån (finska: Taloudellinen tutkimuskeskus), inrättad 1946.
Institutet bedriver vetenskaplig forskningsverksamhet på nationalekonomins, företagsekonomins och socialpolitikens områden samt uppgör regelbundet ekonomiska prognoser på kortare och längre sikt. Den synligaste publikationen är den fyra gånger per år publicerade prognosen Suhdanne.
Institutets verksamhet finansieras av en garantiförening vars medlemmar är arbetsmarknadsorganisationerna Finlands näringsliv EK, Industrins och arbetsgivarnas centralförbund TT och Palvelutyönantajien yleinen työnantajaliitto. Cirka hälften av medlen kommer från andra instanser, bland annat undervisningsministeriet och EU. Forskningsintituttuet verkar i nära samarbete med Näringslivets delegation EVA.
Följande personer har genom åren innehaft posten som verkställande direktör:
- 1946–1950 – Esa Kaitila
- 1951–1959 – Lars Wahlbeck
- 1960 – Jouko Paakkanen
- 1961–1963 – Kaarlo Larna
- 1963–1965 – Jukka Wallenius
- 1965–1969 – Aarni Nyberg
- 1970–1971 – Nils Meinander
- 1971–1973 – Ahti Molander
- 1973–1975 – Kaarlo Larna
- 1976–1983 – Tauno Ranta
- 1983–2005 – Pentti Vartia
- 2005–2012 – Sixten Korkman
- 2012– Vesa Vihriälä